# Ferrari 195 S
Ferrari 195 S – sportowy samochód wyprodukowany w 1950. Zadebiutował 2 kwietnia 1950 w Giro di Sicilia. Auto bazowało na Ferrari 166 MM, które również brało udział w tym wyścigu. Silnik jaki umieszczono pod maską to  kolejny raz powiększona V12 z pierwszego modelu Ferrari 125 S. Na Mulsanne Straight na torze w Le Mans samochód uzyskał prędkość  209 km/h.
Wyprodukowano 5 egzemplarzy 195 S, z których 4 to zwrócone do fabryki w celu zwiększenia mocy Ferrari 166 MM.

## Dane techniczne
Ogólne
- Lata produkcji: 1950
- Cena w chwili rozpoczęcia produkcji (1950): auto nigdy nie było w sprzedaży
- Liczba wyprodukowanych egzemplarzy: 5

Napęd
- Typ silnika: V12, dwa zawory na cylinder
- Pojemność: 2341 cm³
- Stopień sprężania: 10,0:1
- Moc maksymalna: 147 KM (108 kW) przy 6600 obr./min
- Napęd: tylna oś